# Schützberg
Schützberg este o comună din landul Saxonia-Anhalt, Germania.